# Kazanskaja
Kazanskaja (in russo Казанская?) è un villaggio della Russia europea meridionale nell'oblast' di Rostov; è il centro amministrativo del distretto Verchnedonskoj.
Si trova sulla riva sinistra del Don, 360 km a nord di Rostov sul Don.